# Pierre-Louis Dietsch
Louis Dietsch (Dijon, 17 de marzo de 1808 – París, 20 de febrero de 1865) fue un compositor francés y director de orquesta, es quizás más recordado por el muy antologizado Ave Maria 'por' Jacques Arcadelt, el cual él arregló libremente del madrigal de ese compositor Nous voyons que les hommes.

## Biografía
Pierre-Louis-Philippe Dietsch nació en Dijon. Fétis ha informado que Dietsch era un niño de coro en la catedral de Dijon, y empezó  en 1822 a estudiar en  la Institución Real de Música Clásica y Religiosa de Choron en París. Posteriormente, después de 1853, Dietsch fue profesor en la Escuela Niedermeyer (sucesora de la Institución Choron), una puesto que mantuvo hasta su muerte. En 1830 Dietsch entró en el Conservatorio de París y estudió con Anton Reicha. Sus materias incluían contrapunto y contrabajo (con Reicha).
Dietsch compuso además de música de iglesia una ópera Le vaisseau fantôme, ou Le maudit des mers [El barco fantasma, o El maldito de los mares], que  fue estrenada el 9 de noviembre de 1842 en la Ópera de París. El libreto de Paul Foucher y H. Révoil estaba basado en la obra de Walter Scott El Pirata además de El Barco Fantasma del Capitán Marryat  y otras fuentes, aunque Wagner lo creía basado en su obra El holandés errante, la cual acababa de vender a la Ópera. La semejanza de la ópera de Dietsch con la  ópera a Wagner es escasa, a pesar de que la aserción de Wagner la aserción es a menudo repetida. Berlioz pensaba que  Le vaisseau fantôme era demasiado solemne, pero otro crícos fueron era más favorable.
En 1840 Dietsch fue nombrado maestro de coro en la Ópera de París por recomendación de Rossini. Relevó a Girard como director en 1860, pero empero no pudo evitar desacuerdos con los compositores más grandes de su tiempo: Wagner culpó del fiasco en el estreno en la Ópera de París de Tannhäuser (1861) al director (quizás injustamente, puesto que Wagner había estado muy implicado en los 164 ensayos de dicha ópera), y en 1863 Dietsch dimitió por una disputa con Verdi en medio de los  ensayos de  Las vísperas sicilianas.
Murió en París.